# Koiszan nyelvek
A korábban nyelvcsaládnak tekintett, főleg Dél-Afrikában beszélt koiszan nyelveket (IPA kiejtés: kɔɪsɑːn/) a rájuk jellemző csettintő hangok alapján eredetileg Joseph Greenberg amerikai nyelvész sorolta egy nyelvcsaládba.
A 20. század nagy részében úgy gondolták, hogy ezek a nyelvek rokonságban állnak egymással, a 21. században azonban ezt már nem fogadják el, és a koiszan nyelveket a nyelvészek három különböző nyelvcsaládra és két izolált nyelvre osztják. Dél-Afrikában a koikoik és szanok (busmanok) nyelvei tartoznak ebbe a csoportba.
Kettő kivétellel mindegyik koiszan nyelvet Dél-Afrikában beszélik, és három nyelvcsaládhoz tartoznak. Úgy tűnik, hogy a központi koiszan nyelveket beszélő népek nem sokkal a bantu terjeszkedés előtt vándoroltak Dél-Afrikába. Két Kelet-Afrikában beszélt nyelvet, a szandve és a hadza nyelvet eredetileg szintén ebbe a nyelvcsaládba sorolták, bár beszélőik etnikailag nem tartoznak sem a koikoik, sem a szanok közé.
A bantu terjeszkedés előtt ezeket vagy hozzájuk hasonló nyelveket beszélték Dél- és Kelet-Afrika széles területein. A bantuk érkezése után beszélőik visszaszorultak a Kalahári sivatag, főként Namíbia és Botswana területére, valamint Kelet-afrikai hasadékvölgy (Rift-völgy) vidékére Tanzánia középső részén.
E nyelvek szinte mindegyike veszélyeztetett, illetve egyesek már ki is haltak. Legtöbbjüknek nincs írásbelisége. Az egyetlen elterjedt koiszan nyelv a Namíbiában beszélt nama, mintegy negyedmillió anyanyelvi beszélővel. A Tanzániában beszélt szandve a második a sorban, mintegy 40–80 ezer, részben egynyelvű beszélővel; harmadik a ǃkung nyelv a Kalahári sivatag északi részén, amelyet mintegy 16 000 ember beszél. A nagyközönség a ǃkung dialektuskontinuum egyik tagját, a Nǃxaut a nagy sikert aratott Az istenek a fejükre estek című vígjátékban ismerhette meg 1980-ban. A nyelvhasználat meglehetősen erős a narók körében mintegy 20 ezer fővel, igaz, felük második nyelvként beszéli.
A koiszan nyelvek leginkább a bennük használt csettintések hatására váltak ismertté. Ezeket az érdekes fonémákat külön jelekkel (például ǃ vagy ǂ) jelölik a lejegyzés során. A zsuǀʼhoanszi nyelv 48 ilyen hanggal rendelkezik, nem számolva a körülbelül 60 másik fonémáját, amelyeket még négy eltérő hangsúlyozás is változatossá tesz. A ǃXóõ és ǂHõã nyelvek még ennél is összetettebbek. A világon a legtöbb mássalhangzóval rendelkező nyelvek a koiszan nyelvek.
A kutatók szerint a koikoik és szanok nyelvileg rokon népek, a két nép elnevezéséből alakították ki a koiszan kifejezést.

## A nyelvcsalád érvényessége
Joseph Greenberg (1949–1954) amerikai nyelvész 1963-ban átdolgozott) osztályozásában a koiszan nyelvcsalád Afrika négy nagy nyelvcsaládjának egyikeként szerepel. A nyelvészek többsége azonban ma már elutasítja ezt. E nyelvek rokonságára a történeti-összehasonlító nyelvészet nem tudott a rokonságot alátámasztó bizonyítékokkal szolgálni. A csoportosítás fő pillére csupán a hangzásbeli hasonlóságokon alapul, meglehetősen spekulatív módon, hasonlóan a „pápua” és az „ausztrál nyelvek” elnevezéshez. Azt feltételezik, hogy a Tuu és a Kxʼa családok hasonlósága inkább egy dél-afrikai nyelvi csoportnak köszönhető, mint tényleges kapcsolatnak, míg a Koe (vagy talán Kvadi-Koe) család nyelveinek beszélői később vándoroltak a területre, és ez a család talán rokonságban áll a Kelet-Afrikai szandve nyelvvel.
Ernst Oswald Johannes Westphal nyelvész arról ismert, hogy már korán elutasította ennek a nyelvcsaládnak a létezését arra a következtetésre jutott, hogy nincs elegendő adat a nyelvrokonság bizonyításához . Anthony Traill nyelvészprofesszor először elfogadta a koiszan nyelvek elnevezést (1986), de 1998-ra arra a következtetésre jutott, hogy a jelenlegi adatokkal és módszerekkel nem bizonyítható, mivel a legtöbben csak a csettintő hangok jelenlét veszik figyelembe. Gerrit Dimmendaal 2008-ban így foglalta össze az általános nézetet: „azt a következtetést kell levonni, hogy Greenberg kutatásait a koiszan nyelvek egységéről a későbbi kutatások nem tudták megerősíteni. Ma az a néhány tudós, aki ezekkel a nyelvekkel foglalkozik, a három [déli csoportot] független nyelvcsaládként kezeli, amelyekről nem vagy már nem lehet bizonyítani, hogy rokonok.”
Georgij Szergejevics Sztarosztyin 2013-as nyilatkozatában elfogadta, hogy a szandve és a koi nyelcsoport közötti kapcsolat valószínű, ahogyan a tuu és a kxʼa nyelvek között is, de a szandve és a koi, valamint a tuu és a kxʼa, és a hadza nyelvek közötti kapcsolatot nem támogatta.
Janina Brutt-Griffler azt állítja, hogy „tekintettel arra, hogy a gyarmatok határait önkényesen húzták meg, nagyszámú, sok különböző nyelvet beszélő etnikai csoportot tömörítettek”.

## A koiszan nyelvek változatai.
Anthony Traill felfigyelt a koiszan nyelvek rendkívüli változatosságára. Annak ellenére, hogy jelen vannak a jellegzetes csettintő hangok, a nyelvek jelentősen eltérnek egymástól. Traill ezt a nyelvi változatosságot az alábbi táblázatban bemutatott adatokkal szemléltette. Az első két oszlop a két elszigetelt nyelv, a szandve és a hadza, a másik három oszlop a koi, a kxʼa és a tuu nyelvcsaládból származó nyelvek szavait tartalmazza.
| magyar       | szandve  | hadza        | koi     | dzsu   | ǃxóõ   |
| ------------ | -------- | ------------ | ------- | ------ | ------ |
| személy      | ǀnomese  | ʼúnù         | koe     | ʒú     | tâa    |
| férfi        | ǀnomese  | ɬeme         | kʼákhoe | ǃhõá   | tâa á̰a |
| gyermek      | ǁnoό     | waʼa         | ǀūá     | dama   | ʘàa    |
| fül          | kéké     | ɦatʃʼapitʃʼi | ǂée     | ǀhúí   | ǂnùhã  |
| szem         | ǀgweé    | ʼákhwa       | ǂxái    | ǀgàʼá  | ǃʼûĩ   |
| strucc       | saʼútà   | kénàngu      | ǀgáro   | dsùú   | qûje   |
| zsiráf       | tsʼámasu | tsʼókwàna    | ǃnábe   | ǂoah   | ǁqhūũ  |
| kafferbivaly | ǀeu      | nákʼóma      | ǀâo     | ǀàò    | ǀqhái  |
| hallani      | khéʼé    | ǁnáʼe        | kúm     | tsʼàʼá | tá̰a    |
| inni         | tsʼee    | fá           | kxʼâa   | tʃìi   | kxʼāhã |

## Általános jellemzésük
A nyelvtan szempontjából a déli koiszan nyelvek lényegükben izolálók, tehát a szórend sokkal inkább kifejezi a nyelvtani információkat, mint a ragozás, a Tanzániában használt nyelvek ellenben rengeteg toldalékkal rendelkeznek.

## Nyelvek
A korábban egységesen egy nyelvcsoporton belül ma már önálló családok létezését támogatják, mivel a szokásos összehasonlító módszer szerint nem bizonyított a rokonságuk. 
Hadza nyelv

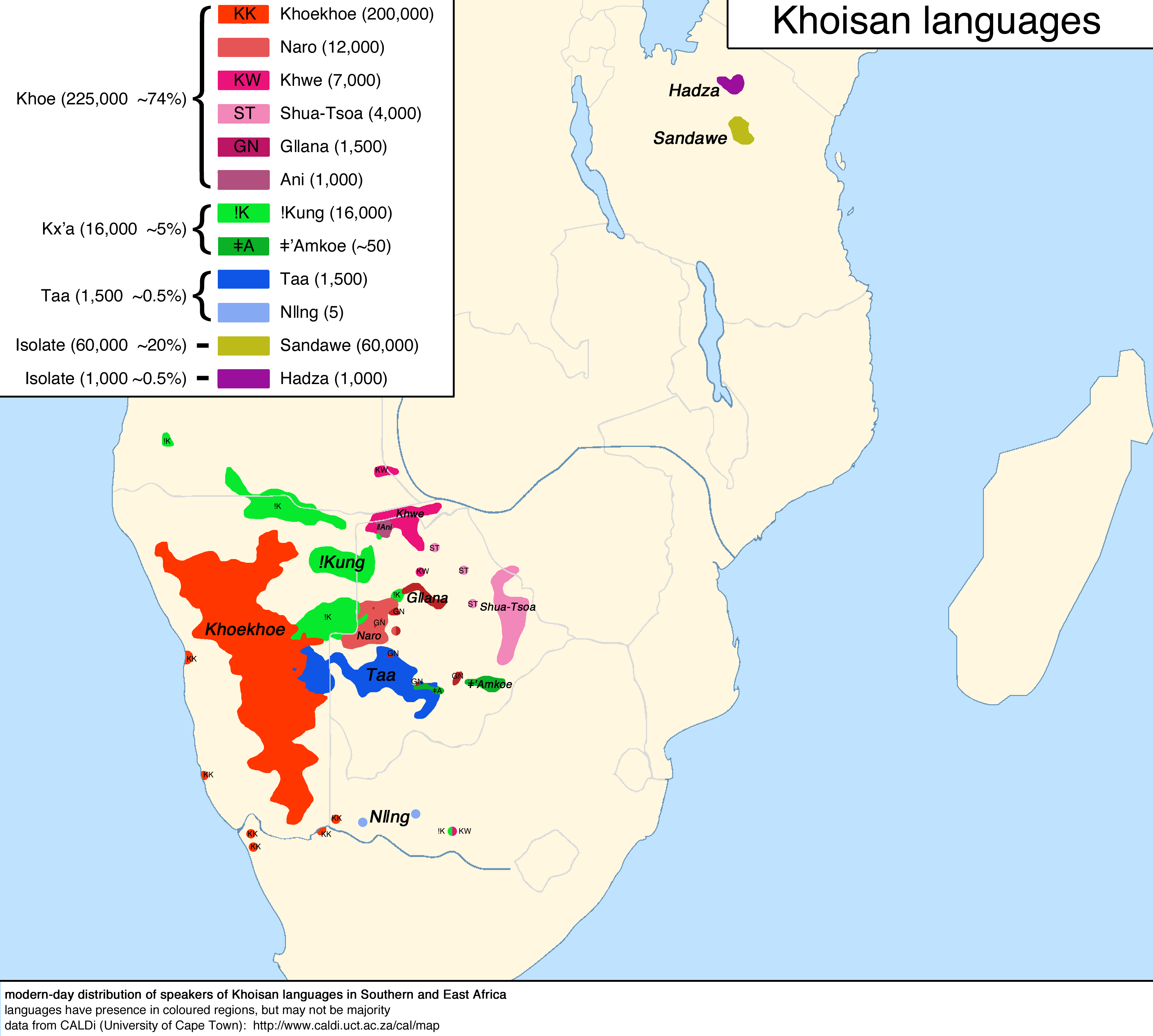
Angol nyelvű térkép a koiszan nyelvek jelenlegi elterjedéséről.

A hadza nyelvet, amelyet körülbelül 800-an beszélnek Tanzániában, már nem tekintik koiszan nyelvnek, úgy tűnik, hogy sem a nyelv, sem a hadza nép nem áll rokonságban a dél-afrikai koiszan népekkel, legközelebbi rokonaik a közép-afrikai pigmeusok lehetnek.
Szandve nyelv.
Van némi jel arra, hogy a szandve nyelv (beszélőinek száma körülbelül 40 ezer fő Tanzániában) rokonságban állhat a koe nyelvcsaláddal, például a névmási rendszer és néhány egyezés a Swadesh-lista szavai közül, de nem elég bizonyíték. Annak ellenére, hogy területük közel van egymáshoz, a szandve nyelv nem áll rokonságban a hadzával.
Koe.
A koe család a koiszan nyelvek legnépesebb és legváltozatosabb csoportja, hét élő nyelvvel és több mint negyedmillió beszélővel. Bár a mára sajnálatos módon kihalt kvadi nyelvről kevés adat áll rendelkezésre, a névmások és néhány alapvető szó összeírása alapján készültek koe-kvadi ősnyelvi rekonstrukciók.
Az egyes családokhoz tartozó nyelvek:
- Északi koiszan nyelvek
  - ǃkung (ǃxuun, Ju)
  - ǁkh’au-ǁ'en
- Központi koiszan nyelvek
  - koikoi nyelvek
    - nama (Khoekhoe)
    - ǃkora (Grikva, Korana, Khoenama)

  - Központi szan nyelvek
    - naro
    - ǀguikhoe
    - ǁganakhoe

A haiǁom nyelv a legtöbb koiszan nyelvre vonatkozó dokumentumban szerepel. Egy évszázaddal ezelőtt a haiǁom nép egy Ju nyelvjárást beszélt, amely valószínűleg közel állt a ǃkung nyelvhez, de ma már a nama nyelv egy változatát beszélik. Így egyes kutatók állítása szerint eredeti nyelvük kihalt, vagy egy jelenleg 18 000 beszélővel rendelkező nyelv az övék, amely a Ju vagy Koe családba tartozik. A namák Saa néven ismerik őket, és innen származik a szanok népneve.
Tuu nyelvek
A tuu családon belül van két nyelvcsoport, amelyek a koe nyelveken belül körülbelül úgy állnak rokonságban egymással, mint a nama és a !kung. Nagyon hasonlítanak a kxʼa nyelvekhez (lásd alább), de a tényleges nyelvrokonság nem bizonyított, talán csak területi jellegzetességek.
- Déli koiszan nyelvek
  - ǀ’auni (kihalt)
  - ǁng-ǃke
  - ǂkhomani

Kxʼa nyelvek
A Kxʼa család egy, a többi koiszan nyelvtől távol álló nyelvcsoport, amelyet 2010-ben mutattak ki hivatalosan.
szigetnyelvek
- szandve
- hadza

### Sztarosztyin osztályozása (2013)
Sztarosztyin (2013) a következő osztályozást javasolja a koiszan „makrocsalád” számára, amelyet ő egyetlen összefüggő nyelvcsaládnak tekint. Ez az osztályozás azonban nem széles körben elfogadott.
- koiszan
  - hadza
  - makro-koiszan („poszt-hadza”)
    - szandave-koe-kvadi
      - szandave
      - koe-kvadi nyelvek
        - kvadi
        - központi koiszan (= koi)
          - koikoi
          - kalahári koi

    - periférikus koiszan nyelvek
      - déli koiszan (= !kvi-taa ~ tuu)
        - !kvi
        - taa

      - dzsu-ǂhoan
        - nyugati ǂhoan
        - északi koiszan (= ǃxun vagy dzsu)

Sztarosztyin forrásművében a 472. oldalon szereplő fán valóban a "nyugati ǂhoan" szerepel (‘Западный ǂхоан’), ami a taa szinonimája, de jelentése nyilvánvalóan a keleti ǂhoan, azaz az ǂʼamkoe nyelv.

## Egyéb „csettintő nyelvek”
Nem minden olyan nyelv tekinthető koiszan nyelvnek, amelyekben csettintő hangok szerepelnek. A legtöbb más nyelv a szomszédos bantu nyelvek közé tartozik Dél-Afrikában: a nguni nyelvek (xhosza, zulu, szvázi, phuthi és északi ndebele); Botswanában a szotó és a yeyi nyelv; Caprivi-sávban pedig a Mbukushu, Kwangali és Gciriku . A csettintő hangok néhány további szomszédos nyelvben is megtalálhatóak. E nyelvek közül a xhosza, a zulu, a ndebele és a yeyi nyelvek bonyolult mássalhangzórendszerrel rendelkeznek; a többiek - a Gciriku az elnevezésben szereplő kattogó hang ellenére - felépítésükben kezdetlegesebbek. Ott van még a kenyai Dahalo nyelv, mely egy déli-kusita nyelv, néhány szavában van a fogak között kiejtett csettintő hang, valamint egy kihalt és feltehetően mesterséges ausztrál rituális nyelvben, a Damin nyelvben is szerepeltek orrhangú kattogó hangok.
A bantu nyelvek a szomszédos, kiszorított vagy bekebelezett khoisan népességektől (vagy más bantu nyelvektől) vették át a csettintő hangokat, gyakran keveredés útján, míg a dahalókról úgy gondolják, hogy a területen beszélt egy korábbi nyelvből származnak ezek a hangok, amikor áttértek a kusita nyelvre; ha ez így van, akkor az a nyelv, amelyet a dahalo előtt beszéltek a területen, valami olyasmi lehetett, mint a hadza vagy a szandawe. A damin egy szertartásokra használt (talán mesterséges) ausztrál őslakos nyelv, és semmi köze a koiszan nyelvekhez.
Ezek az egyedüli olyan nyelvek, amelyekről ismert, hogy a mindennapi szókincsükben szerepelnek kattogó hangok. Alkalmanként az egyszerű emberek más nyelvekről is azt mondják, hogy „kattogó” hangokkal rendelkeznek. Ez általában a világ nagy részén megtalálható kidobó (ejektív) mássalhangzók téves elnevezése, vagy a kattogások nem nyelvi (paralingvisztikus) használatára való utalás, mint például az angol tsk! tsk!

## Összehasonlító szójegyzék
|                            | nyelv (jelrendszer) | szem    | fül          | orr      | fog             | nyelv (testrész) | száj   | vér     | csont            | fa           | víz      | enni       |
| -------------------------- | ------------------- | ------- | ------------ | -------- | --------------- | ---------------- | ------ | ------- | ---------------- | ------------ | -------- | ---------- |
| koe ősnyelv                | *≠xai               | *≠ai    | *≠ui         | *//ũ     |                 | *kxʔam           | */ʔao  |         |                  | *≠̃a          | *≠ʔũ     | */xʔon     |
| nama ősnyelv               | *≠xai               | *≠ai    | *≠ui         |          |                 | *//kxʔam         | */ʔau  |         |                  |              | *≠ʔũ     | */xʔon     |
| központi koiszan ősnyelv   | ǂxai                | *ǂae    | *ǂuii        | *ǁõõ     | *dham           | *kx’am           | *ǀ’ao  |         | *zei             | *tsaa; *ǁami | *ǂ’ũ     | *ǀkx’on    |
| déli koiszan (tuu) ősnyelv | tsʼaa               | *nǂ(u)i | *nǀu, *nǀũ   | *ǁkha(i) | *ǀʼãri > *ǀʼani | *thu             |        |         | *ʘho, *nʘo, *nʘa | *!khaa       | *ãa, *ãi | *ǀãe, *ǁae |
| Juǀ’hoanszi (ǃXun nyelv)   | gǀà’a̍               | ǀ’hū̍    | ts’ũ         | ts’àu    | dhārì           | ts’i             | ǀ’àng  |         |                  |              |          |            |
| szandve                    | ǀʷěː                | kéké    | ⁿǀáti̥        | !’àkʰã̌ː  | !ʰẽ̂ː            | ⁿ!ũ̂ː             | ǁ’ék’â | !î      | tʰěː             | ts’â         | mántʃʰâ  | ǁʷâ        |
| hadza                      |                     | ʔakʷʰa  | ɦat͜ʃ’apit͜ʃʰi | ʔiƞtʰawe | ʔaɦa            | ⁿǀata            | ʔawati | ʔatʰama | mic͜ʎ̥˔’a          | t͜s’iti       | ʔati     | seme       |

## Fordítás
Ez a szócikk részben vagy egészben  a   Khoisan languages című angol Wikipédia-szócikk ezen változatának fordításán alapul.  Az eredeti cikk szerkesztőit annak laptörténete sorolja fel. Ez a jelzés csupán a megfogalmazás eredetét és a szerzői jogokat jelzi, nem szolgál a cikkben szereplő információk forrásmegjelöléseként.